# Judina poslanica
Judina poslanica je jedna od knjiga Novoga zavjeta i Biblije. Napisana je u drugoj polovici I. stoljeća ili početkom II. stoljeća. Kratica knjige je Jd.
Autor poslanice je "Juda, sluga Isusa Krista, brat Jakovljev (Jd 1, 1)". Ne zna se točno je li to Juda Tadej, jedan od dvanaest apostola ili neki drugi Juda. Sigurno se zna da se ne radi o Judi Iškariotskom, koji je izdao Isusa. 
Judina poslanica je kratka, sastoji se samo od jednog poglavlja i 25 redaka. Napisana je kao encikličko pismo, nije bila namijenjena samo jednoj kršćanskoj zajednici, nego je kružila i čitana u više kršćanskih crkvi i zajednica. Upućena je prvenstveno Židovima. Autor upozorava na pojavu krivih učitelja i piše o kazni, koja im prijeti. Vjernike poziva na ustrajnost u pravoj vjeri i potiče ih, da spašavaju one koji su otišli krivim putem.
Po načinu pisanja, može se zaključiti, da je autor pročitao Poslanicu Efežanima, a možda i druge Pavlove poslanice. Judina poslanica ima sličnosti s Drugom Petrovom poslanicom; Juda 18 citira 2 Pt 3:3.
U poslanici se citiraju dvije knjige izvan Biblije. Deveti redak: "Kad se Mihael arkanđeo s đavlom prepirao za tijelo Mojsijevo, nije se usudio izreći pogrdan sud protiv njega, nego reče: "Spriječio te Gospodin! (Jd 1,9)" je možda prema nekanonskoj knjizi Testamenata od Mojsija (eng. "Testament of Moses" ili "Assumption of Moses"), a reci 14 i 15 su citat iz knjige 1 Henok 60,8 i 1,9: 
- Juda 14-15 "O njima prorokova sedmi od Adama, Henok: "Gle, dođe Gospodin s Desttisućama svojim suditi svima i pokarati sve bezbožnike za sva njihova bezbožna djela kojima bezbožno sagriješiše i za sve drzovite riječi koje grešni bezbožnici izrekoše protiv njega. ".
- 1 Henok 60,8 "sedmi od Adama, Henok"
- 1 Henok 1,9 "Gle, dođe Gospodin s Desttisućama svojim 15 suditi svima i pokarati sve bezbožnike za sva njihova bezbožna djela kojima bezbožno sagriješiše i za sve drzovite riječi koje grešni bezbožnici izrekoše protiv njega."

1 Henok 1,9 je sama adaptaci riječi Mojsija u Ponovljenom:
- Ponovljeni zakon 33:2 "Reče on: "Dođe Jahve sa Sinaja, sa Seira im se pokaza i s gore Parana zasja. Zbog njih dođe od kadeških zborova, sa svoga juga sve do Obronaka."

Poslanica završava hvalospjevom Bogu, koji se smatra jednim od najkvalitetnijih u Bibliji: "Onome koji vas može sačuvati od svakog pada i održati vas bez mrlje pred slavom svojom u radosti, Bogu jedinom, našem Spasitelju, po Isusu Kristu, našem Gospodinu, slava, veličina, moć i vlast, prije svih vremena, sada i zauvijek. (Jd 1, 24-25)"-

## Vanjske poveznice
- Judina poslanica na Wikizvoru